# Tipus de llançaments de pel·lícules pirates
Els tipus de llançament de pel·lícules pirates són els diferents tipus de pel·lícules pirates que acaben a Internet. Varien molt de raresa i qualitat a causa de les diferents fonts i mètodes que s’utilitzen per adquirir el contingut del vídeo, a més dels formats de codificació. Les estrenes de pel·lícules pirates poden derivar-se de videocàmeres, que tenen una qualitat clarament baixa; screener (o pantalla de cinema) i còpia de muntatge discos o de distribució digital de còpies (DDC), còpies de telecine de rodets analògics, vídeo a la carta (VOD) o enregistraments de televisió i DVD i Blu-ray.

## Història
Les pel·lícules pirates solen publicar-se en diversos formats i versions diferents a mesura que es disposen de millors fonts. Les versions solen codificar-se en els formats populars en el moment de la codificació. Les fonts de còpies pirates sovint han canviat amb el pas del temps en resposta a les mesures tecnològiques o antipirateria.

### Càmeres
Els llançaments de càmeres van ser els primers intents de pirateria de pel·lícules que es van implementar enregistrant la projecció en pantalla d’una pel·lícula en un cinema. Això va permetre als grups piratejar pel·lícules que estaven en el seu període d'estrena als cinemes (no estrenades per entreteniment personal). Es van buscar mètodes alternatius, ja que aquests llançaments sovint patien una qualitat clarament baixa i requerien una gravació de vídeo sense detectar a les sales de cinema.

### Pre-llançament
A partir del 1998, els llargmetratges van començar a estrenar-se a Internet per grups de warez abans del seu llançament al cinema. Aquestes versions pirates solien presentar-se en forma de VCD o SVCD. Un primer exemple va ser el llançament d’American Pie.

### Extracció de DVD i VOD

#### DivX
L’octubre de 1999 es va publicar DeCSS. Aquest programa va permetre a qualsevol persona eliminar el xifratge CSS en un DVD. Combinat amb el còdec DivX Alfa 3.11alliberat poc després, el nou códec augmentà la qualitat de vídeo des de prop de VHS a gairebé la qualitat de DVD quan es codificava d'una font de DVD.

#### Xvid
Els primers llançaments de DivX eren majoritàriament interns per a ús en grup, però un cop difós el còdec, es va acceptar com a estàndard i es va convertir ràpidament en el format més usat per a l'escena. Amb l'ajuda d'associats que treballaven per a una sala de cinema, una empresa de producció de pel·lícules o una empresa de lloguer de vídeos, es va subministrar als grups una gran quantitat de material i els nous llançaments van començar a aparèixer a un ritme molt ràpid. Quan es va publicar la versió 4.0 de DivX, el còdec es va comercialitzar i es va crear la necessitat d’un còdec gratuït, Xvid (aleshores passà d'anomenar-se "DivX" a "XviD"). Més tard, Xvid va substituir DivX completament. Tot i que el còdec DivX ha evolucionat de la versió 4 a la 10.6 durant al llarg del temps, està prohibit a l'escena warez per la seva llicència comercial.

#### x264
El febrer de 2012, un consorci de grups populars de pirateria va anunciar oficialment x264, el còdec gratuït l'alternativa de H.264, com a nou estàndard per a les publicacions, substituïa el format anterior, que era Xvid incrustat en un contenidor AVI. El pas a H.264 també deixà obsolet AVI a favor de MP4 i Matroska que s'usa més sovint amb l'extensió .MKV.

#### x265 (HEVC)
Amb la creixent popularitat de llocs d'emissió de pel·lícules en línia com Netflix, els continguts d'aquests llocs web s’estan arrencant i codificant en HEVC embolicats en contenidors de Matroska. Aquest còdec permet emmagatzemar una pel·lícula d'alta qualitat en una mida de fitxer relativament menor.

## Formats de llançament
A continuació es mostra una taula de tipus de llançaments de pel·lícules pirates juntament amb les fonts respectives, que van des de la més baixa qualitat fins a la més alta. Les regles de la Scene defineixen en quin format i manera s’ha d’empaquetar i distribuir cada tipus de versió.
| Tipus                                                                  | Etiqueta                                                                                                | Popularitat                        |
| ---------------------------------------------------------------------- | --- | ---------------------------------- |
| Càmera                                                                 | - CAM-Rip - CAM - HDCAM                                                                                 | Comú; so i vídeo de baixa qualitat |
| Telesync                                                               | - TS - HDTS - TELESYNC - PDVD - PreDVDRip                                                               | Poc freqüent                       |
| Empremta de treball                                                    | - WP - EMPRESA DE TREBALL                                                                               | Extremadament rar                  |
| Telecine                                                               | - TC - HDTC - TELECINA                                                                                  | Molt estrany                       |
| Rip de pagament per visualització                                      | - PPV - PPVRip                                                                                          | Molt rar, es prefereix WEB-DL      |
| Examinador                                                             | - SCR - PANTALLA - DVDSCR - DVDSCREENER - BDSCR                                                         | Poc freqüent                       |
| Còpia de distribució digital o Contingut digital descarregable/directe | - DDC                                                                                                   | Rar                                |
| R5                                                                     | - R5 - R5. LÍNIA - R5. CA3.5.1. HQ                                                                      | Rar                                |
| DVD-Rip                                                                | - DVDRip - DVDMux                                                                                       | Rar, es prefereix BD/Bluray        |
| DVD-R                                                                  | - DVDR - DVD complet - Full-Rip - Rip ISO - rip sense pèrdues - rip sense tocar - DVD-5 - DVD-9         | Comú                               |
| HDTV, PDTV o DSRip                                                     | - DSR - DSRip - SATRip - DTHRip - DVBRip - Televisió d'alta definició - PDTV - DTVRip - TVRip - HDTVRip | Comú                               |
| VODRip                                                                 | - VODRip - VODR                                                                                         | Molt rar, es prefereix WEBCap      |
| WEB-DL (P2P)                                                           | - WEBDL - WEB DL - WEB-DL - HDRip - WEB-DLRip                                                           | Extremadament comú                 |
| WEBRip                                                                 | - WEBRip (P2P) - WEB Rip (P2P) - WEB-Rip (P2P) - WEB (escena)                                           | Comú, es prefereix WEB-DL          |
| WEBCap                                                                 | - WEB-Cap - WEBCAP - Cap web                                                                            | Comú, es prefereix WEB-DL          |
| HC HD-Rip                                                              | - HC - HD-Rip                                                                                           | Comú, es prefereix WEB-DL          |
| Blu-ray / BD / BRRip                                                   | - Blu-Ray - BluRay - BLURAY - BDRip - BRip - BRRip - BDMV - BDR - BD25 - BD50 - BD5 - BD9               | Extremadament comú                 |

### Cam/CamRip
Una CamRip és una còpia feta al cinema mitjançant una càmera de vídeo o un telèfon mòbil. La font de so és el micròfon de la càmera. Les gravacions de càmera poden aparèixer ràpidament en línia després de la primera vista prèvia o l'estrena de la pel·lícula. La qualitat oscil·la entre la precària i la mínimament adequada si la càmera és d'alta definició, en funció del grup de persones que realitzen la gravació i de la resolució de la càmera utilitzada. El principal inconvenient d’això és la qualitat del so. El micròfon no només grava el so de la pel·lícula, sinó també el so de fons al cinema. La càmera també pot enregistrar moviments i àudio del públic al teatre, per exemple, quan algú es posa dret davant de la pantalla o quan el públic riu en un moment divertit de la pel·lícula.

### Telesync
Una gravació telesync (TS) és un enregistrament inicial d'una pel·lícula gravada en una sala de cinema, de vegades filmada amb una càmera professional en un trípode a la cabina de projecció. La principal diferència entre una còpia CAM i TS és que l’àudio d’una TS es capta amb una connexió directa a la font de so (sovint una transmissió de FM proporcionada per a persones amb discapacitat auditiva o des d’un autocine o cinema per cotxes). Sovint, una gravació camrip està mal etiquetada com a telesync. HDTS s'utilitza per etiquetar una gravació de vídeo d'alta definició.

### Workprint
Una gravació Workprint és una còpia feta a partir d’una versió inacabada d’una pel·lícula produïda per l'estudi. Normalment, una còpia workprint no té efectes ni capes de superposició, i difereix de la seva versió al cinema. Algunes workprint tenen un marcador d’índex de temps que s’executa en una cantonada o a la vora superior; alguns també poden incloure una filigrana. És possible que una workprint sigui una versió sense editar i que falti material que apareixerà a la pel·lícula final (o que inclogui escenes tallades posteriorment).

### Telecine
Una gravació Telecine és una còpia capturada a partir d’una impressió de pel·lícula mitjançant una màquina que transfereix la pel·lícula des del seu rodet analògic al format digital. Aquestes gravacions eren rares, ja que les màquines de telecine per fer aquestes impressions eren molt costoses i molt grans. Tot i això, recentment s’han convertit en molt més habituals. Telecine té bàsicament la mateixa qualitat que el DVD, ja que la tècnica és la mateixa per digitalitzar la pel·lícula real en DVD. Tanmateix, el resultat és inferior, ja que el material d'origen sol ser una bobina de còpia de menor qualitat. Les màquines de telecine solen causar una lleugera fluctuació esquerra-dreta a la imatge i tenen nivells de color inferiors en comparació amb els DVD. HDTC s'utilitza per etiquetar una gravació de vídeo d'alta definició de telecine.

### PPV Rip
Les gravacions PPVRips provenen de fonts de pagament per visió. Totes les versions de PPVRip són pel·lícules noves que encara no s’han publicat a Screener o DVD, però que estan disponibles per als clients amb ofertes de paquets de televisió d'alta definició.

### Screener
Les gravacions Screener són les primeres versions de DVD o BD de la versió cinemàtica d’una pel·lícula, que normalment s’envien a revisors de pel·lícules, membres de l'Acadèmia i executius amb finalitats de revisió. Normalment, una gravació screener té un missatge sobreposat a la imatge, amb una frase similar a: "La pel·lícula que mireu és una còpia promocional. Si heu comprat aquesta pel·lícula en una botiga minorista, poseu-vos en contacte amb 1-800-NO-COPIES per informar-ne. A part d’això, alguns estudis de cinema publiquen les seves gravacions screener amb diverses escenes de durada variable que es mostren en blanc i negre. A part d’aquest missatge i de les ocasionals escenes en blanc i negre, les screener solen tenir una qualitat lleugerament inferior a la d’un DVD-Rip, a causa de la menor inversió en masterització de DVD durant la tirada limitada. Algunes screener eliminen els missatges d'alerta superposats i es publiquen mal etiquetades com a DVD-Rips.
Nota: aquí les screeners fan una petita excepció, ja que el contingut pot diferir d'una versió al detall, i es pot considerar com una qualitat inferior a la d'un DVD-Rip (fins i tot si el screener en qüestió prové d'un DVD).

### DDC
LEs gravacions de còpia per distribució digital (DDC) són bàsicament el mateix que una Screener, però s’envia digitalment (FTP, HTTP, etc.) a les empreses en lloc de fer-ho mitjançant el sistema postal. Això fa que la distribució sigui més barata. La seva qualitat és inferior a la d’un R5, però superior a una càmera o una Telesync.
A l'escena de warez, DDC fa referència al contingut digital descarregable/directe que no està disponible gratuïtament.

### R5
El que es coneix com a R5 és una producció d'estudi per telecine no masteritzada que es publica ràpidament i econòmicament per competir contra la pirateria de telecine a Rússia. L'etiqueta R5 fa referència a la regió 5 del DVD, que consta de Rússia, el subcontinent indi, la major part d'Àfrica, Corea del Nord i Mongòlia. Les versions R5 difereixen de les versions normals pel fet que són una transferència directa de Telecine de la pel·lícula sense processar la imatge. Si el DVD no conté una pista d'àudio en anglès, el vídeo R5 se sincronitza amb una pista d'àudio en anglès publicada prèviament. A continuació, s'afegeix una etiqueta LiNE. Això significa que el so sovint no és tan bo com els DVD-Rips. Per tenir en compte la menor qualitat d'àudio que normalment es presenta a les versions R5, alguns grups de versions prenen la pista d'àudio de 5.1 canals russa o ucraïnesa d'alta qualitat inclosa amb el DVD R5 i la modifiquen amb el programari d'edició d'àudio. Eliminen la part de l'àudio que no es parla en anglès i sincronitzen la part restant, que conté efectes de so d'alta qualitat i música amb una font de veu anglesa enregistrada prèviament extreta d'una versió etiquetada amb LiNE. El resultat d'aquest procés és una pista d'àudio de so envoltant de qualitat DVD gairebé al detall que s'inclou a la versió de la pel·lícula. Les versions d’aquest tipus normalment estan etiquetades com a AC3.5.1. L'alta qualitat i els detalls sobre el que es va fer a la pista d’àudio, així com el vídeo, apareixen a les notes de la versió que acompanyen la pel·lícula pirata.

### DVD Rip
Una gravació DVD-Rip és una versió final al detall d'una pel·lícula, que normalment es publica abans que estigui disponible fora de la regió d'origen. Sovint, després que un grup de pirates publiqui un DVD-Rip d'alta qualitat, la "cursa" per estrenar aquesta pel·lícula s'aturarà. La versió resultarà en un fitxer AVI i utilitza el còdec XviD (alguns en DivX) per a vídeo, i normalment mp3 o AC3 per a àudio. A causa de la seva alta qualitat, els DVD-Rips generalment substitueixen les còpies anteriors que ja estiguessin circulant. Els DVD de pantalla ampla solien indicar-se com a WS.DVDRip. DVDMux es diferencia dels DVDRips, ja que solen utilitzar el còdec x264 per a vídeo, el còdec AAC o AC3 per a àudio i multiplexar-lo en un fitxer .mp4/.mkv.

### DVD-R
DVD-R fa referència a una versió final al detall d’una pel·lícula en format DVD, generalment una còpia completa del DVD original. Tanmateix, si el DVD original es publica en format DVD-9, és possible que se suprimeixin els extres i/o que es recodifiqui el vídeo per fer que la imatge s'adapti al format de DVD-5 més barat. Les versions DVD-R solen acompanyar DVD-Rips. Les gravacions de DVD-R tenen una mida més gran, generalment omplen els 4,37 o 7,95 GiB proporcionats per DVD-5 i DVD-9 respectivament. Les gravacions intactes o sense pèrdues en el sentit més estricte són a 1:1 de la font, sense eliminar ni canviar res, tot i que sovint la definició s’aclareix per incloure DVD que no s’han transcodificat i no s’han eliminat cap característica des de la perspectiva de l’usuari, només s’eliminen restriccions i possibles molèsties, com ara avisos de drets d'autor i previsualitzacions de pel·lícules.

### TV Rip
TVRip és una font de captura d’una targeta de captura analògica (connexió coaxial/composta/s-vídeo). La captura digital per satèl·lit (DSR, també anomenada SATRip o DTH) és un rip que es captura des d’una font digital de definició no estàndard com el satèl·lit. HDTV significa font capturada de televisió HD, mentre que PDTV (Pure Digital TV) significa qualsevol rip SDTV capturat utilitzant únicament mètodes digitals del flux de transport original, no des de HDMI o altres sortides d’un descodificador, també pot fer referència a qualsevol definició estàndard contingut emès en un canal HD. Les captures de DVB sovint provenen de transmissions a l'aire lliure (com la televisió digital terrestre). Amb una font de televisió d'alta definició, la qualitat fins i tot pot superar el DVD. Les pel·lícules en aquest format acabaren tenint gran popularitat. Alguns anuncis i publicitat comercials es poden veure en algunes versions durant la reproducció.
Les fonts analògiques, DSR i PDTV solien tornar a codificar-se a 512×384 si es mostraven a pantalla completa, actualment a 640x480 si és a pantalla completa i 720x404 si és a pantalla panoràmica. Les fonts de televisió d'alta definició es tornen a codificar a diverses resolucions, com ara 720x404 (360p), 960×540 (540p), 1280×720 (720p) i 1920x1080 (1080p) en diverses mides de fitxers per a versions pirates. Poden ser de captura progressiva o no (transmissió digital 480i o emissió 1080i per a versions HD).

### Rip VOD
VODRip significa Video-On-Demand Rip. Això es pot fer gravant o capturant un vídeo/pel·lícula des d’un servei a la carta, com ara mitjançant un servei de TV per cable o per satèl·lit. La majoria dels serveis afirmaran que copiar o capturar pel·lícules és un incompliment de la seva política d’ús, però cada cop és més popular, ja que requereix poca tecnologia o configuració. Hi ha molts serveis On-Demand en línia que no necessiten un aparell especial per connectar el televisor i l'ordinador. Es pot fer mitjançant l’ús de programari per identificar l’adreça de la font de vídeo i descarregar-la com a fitxer de vídeo, que sovint és el mètode que ofereix un resultat final de millor qualitat. Tanmateix, algunes persones han utilitzat càmeres de pantalla que graven de manera efectiva, com una càmera de vídeo, el que hi ha en una determinada part de la pantalla de l'ordinador, però ho fa internament, cosa que fa que la qualitat no sigui HD, però, tanmateix, és significativament millor que una càmera de vídeo o un Telesync filmant a un cinema, televisió o pantalla d’ordinador.

### Descàrrega web
WEB-DL (P2P) es refereix a un fitxer extret sense pèrdues d’un servei de transmissió, com Netflix, Amazon Video, Hulu, Crunchyroll, Discovery GO, BBC iPlayer, etcètera, o descarregat a través d’un lloc web de distribució en línia com iTunes. La qualitat és força bona, ja que no es recodifica. Els fluxos de vídeo (H.264 o H.265) i àudio (AC3/AAC) se solen extreure d’iTunes o Amazon Video i es recodifiquen a un contenidor MKV sense sacrificar la qualitat. Un avantatge d’aquestes versions és que, com BD/DVDRips, normalment no tenen logotips de la xarxa distribuïdora en pantalla. Els HDRips solen ser versions transcodificades de fitxers font HDTV o WEB-DL, però poden ser qualsevol mena de transcodificació HD.

### Web Rip
En una gravació WEB-Rip (P2P), el fitxer sovint s’extreu utilitzant els protocols HLS o RTMP/E i es recodifica en un contenidor TS, MP4 o FLV a MKV.

### Captura web
Un WEBCap o captura web, és una gravació creada mitjançant la captura de vídeo des d’un servei de transmissió habilitat per DRM, com ara Amazon Prime Video o Netflix. La qualitat pot variar des de mediocre (comparable amb codificadors XVID de baixa qualitat) fins a excel·lent (comparable amb codificacions BR d’alta qualitat). Bàsicament, la qualitat de la imatge obtinguda depèn de la velocitat de la connexió a Internet i de les especificacions de la màquina de gravació. Les gravacions WEBCap sovint s’etiqueten com a WEBRips, amb una nota adjunta pel codificador per fer saber a d'altres que estava limitada i codificada en lloc de recodificar-la sense pèrdues.

### HC HD Rip
En un HC HDRip, HC significa subtítols codificats. Aquest format s’estrena poc després que la pel·lícula surti dels cinemes. Normalment prové de serveis de VOD de Corea com Naver. La qualitat és inferior a una WEB, ja que es grava a la pantalla. La raó per la qual és una opció menys preferida és perquè els subtítols s’estan incrustant al vídeo i no es poden eliminar. Els grups P2P han publicat còpies difuminades, que tenen els subtítols borrosos o bloquejats.

### BD Rip
Les gravacions Blu-ray o Bluray es codifiquen directament des d'un disc Blu-ray a 1080p o 720p (segons la font del disc) i utilitzen el còdec x264 o x265. Es poden extreure de discs BD25 o BD50 (o Blu-ray UHD a resolucions més altes). Els BDRips provenen d’un disc Blu-ray i es codifiquen a una resolució inferior des de la seva font (és a dir, de 1080p a 720p / 576p / 480p). Els BRRips són un vídeo ja codificat a resolució HD que després es transcodifica a una resolució SD. Els BRRips només passen d'una resolució HD a una resolució SD, mentre que els BDRips poden passar de 2160p a 1080p, etcètera, sempre que baixen en la resolució del disc d'origen. Els BDRips no són una transcoficicació, però sí els BRRips. Les gravacions BD/BRRips en resolucions DVDRip poden variar entre els còdecs XviD/x264/x265 (normalment 700 MB i 1,5 GB de mida així com els DVD5 o DVD9 més grans 4,5 GB o 8,4 GB). La mida fluctua en funció de la durada i la qualitat de les versions, però com més gran sigui la mida, més probable és que utilitzin els còdecs x264/x265. Una resolució BD/BRRip a DVDRip té un aspecte millor, independentment, ja que el codi està provinent d’una font de més qualitat. BDRips i BRRips sovint es confonen entre si, però han seguit la pauta anterior després que Blu-ray substituís l'estructura del títol de BDRip a les versions de l'escena.
També existeixen gravacions de dades BD25/BD50 completes, i són similars a les versions de dades completes DVD5/DVD9 del seu homòleg. Són compatibles amb AVCHD mitjançant l'estructura de carpetes BD (a vegades anomenades Bluray RAW/m2ts/iso), i generalment estan pensats per ser gravats al disc per reproduir-los en reproductors Blu-ray compatibles amb AVCHD. Les gravacions de dades BD25/BD50 es poden recodificar o no i mai es transcodifiquen.
BD i BR Rips es presenten en diverses versions (ara possiblement obsoletes): 
m-720p (o mini 720p)
Una versió comprimida d'un 720p i que sol tenir una mida aproximada de 2-3 GB.
720p
Normalment al voltant dels 4-7 GB i és la forma més baixada de BDRip.
m-1080p (o mini 1080p)
Generalment una mica més gran que 720p.
1080p
Pot ser des de 8 GB fins a 40-60 GB.
mHD (o mini HD)
Codificats a la mateixa resolució, però a una velocitat de bits inferior i tenen una mida més petita.
µHD (o micro HD)
Codificació AVC+AC3 en un contenidor MP4 d1 a 3 GB per pel·lícula, mantenint 1920 píxels de resolució horitzontal amb una mida de 2 a 2,5 Mbit/s.

### Abreviatures habituals
| Notació | Xarxa                                                      |
| ------- | ---------------------------------------------------------- |
| ABC     | American Broadcasting Company                              |
| ATVP    | Apple TV +                                                 |
| AMZN    | Amazon Studios                                             |
| BBC     | British Broadcasting Corporation                           |
| BOOM    | Boomerang                                                  |
| CBS     | CBS Corporation                                            |
| CC      | Comedy Central                                             |
| CR      | Crunchyroll                                                |
| CRAV    | Crave                                                      |
| CW      | The CW                                                     |
| DCU     | DC Universe                                                |
| DSNP    | Disney Networks Plus                                       |
| DSNY    | Disney Networks (Disney Channel, Disney XD, Disney Junior) |
| FBWatch | Facebook Watch                                             |
| FREE    | Freeform                                                   |
| FOX     | Fox Broadcasting Company                                   |
| HMAX    | HBO Max                                                    |
| HULU    | Hulu Networks                                              |
| iP      | BBC iPlayer                                                |
| iT      | iTunes                                                     |
| LIFE    | Lifetime                                                   |
| MTV     | MTV Networks                                               |
| NBC     | National Broadcasting Company                              |
| NICK    | Nickelodeon                                                |
| NF      | Netflix                                                    |
| PCOK    | Peacock                                                    |
| RED     | YouTube Premium (formerly YouTube Red)                     |
| TF1     | TF1 Network                                                |
| STAN    | Stan                                                       |
| STZ     | STARZ                                                      |